# Bowling na Igrzyskach Azjatyckich 2018
Bowling na Igrzyskach Azjatyckich 2018 – jedna z dyscyplin rozgrywana podczas igrzysk azjatyckich w Dżakarcie i Palembangu. Zawody odbyły w dniach 22 – 27 sierpnia w Jakabaring Sport City w Palembangu. Do rywalizacji w sześciu konkurencjach przystąpiło 178 zawodników z 19 państw.

## Uczestnicy
W zawodach wzięło udział 178 zawodników z 19 państw.
| Reprezentacja                | Liczba zawodników |
| ---------------------------- | ----------------- |
| Arabia Saudyjska             | 6                 |
| Bahrajn                      | 6                 |
| Chiny                        | 6                 |
| Chińskie Tajpej              | 12                |
| Filipiny                     | 13                |
| Hongkong                     | 9                 |
| Indie                        | 6                 |
| Indonezja                    | 12                |
| Japonia                      | 12                |
| Katar                        | 8                 |
| Kazachstan                   | 5                 |
| Korea Południowa             | 12                |
| Makau                        | 12                |
| Malezja                      | 12                |
| Mongolia                     | 14                |
| Singapur                     | 12                |
| Tajlandia                    | 12                |
| Wietnam                      | 4                 |
| Zjednoczone Emiraty Arabskie | 6                 |
| 19 reprezentacji             | 178               |

## Medaliści
| Konkurencja            | Złoto | Srebro | Brąz |           |
| Mężczyźni              | Mężczyźni | Mężczyźni | Mężczyźni | Mężczyźni |
| ---------------------- | --- | --- | --- | --------- |
| Trójki                 | Japonia · Shusaku Asato · Tomoyuki Sasaki · Shogo Wada                                                        | Malezja · Muhammad Rafiq Ismail · Ahmad Muaz Mohd Fishol · Tan Chye Chern                                                                            | Singapur · Muhammad Jaris Goh Bin Ali Akbar Goh · Alex Wei Chien Chong · Wei Siong Darren Ong                   | [ 3 ]     |
| Drużyny sześcioosobowe | Korea Południowa · Choi Bo-keum · Hong Hae-sol · Kang Hee-won · Kim Jong-wook · Koo Seong-hoi · Park Jong-woo | Hongkong · Lau Kwun Ho · Mak Cheuk Yin · Tse Chun Hin · Tseng Tak Hin · Wong Kwan Yuen · Wu Siu Hong                                                 | Chińskie Tajpej · Chen Hsi-nan · Chen Ming-tang · Hsieh Chin-liang · Hung Kun-yi · Lin Pai-feng · Wu Hao-ming   | [ 4 ]     |
| Masters                | Muhammad Rafiq Ismail                                                                                         | Park Jong-woo | Koo Seong-hoi                                                                                                   | [ 5 ]     |
| Kobiety                | | | |           |
| Trójki                 | Malezja · Siti Safiyah Amirah Abdul Rahman · Syaidatul Afifah Badrul Hamidi · Cheah Mei Lan                   | Chińskie Tajpej · Chou Chia-chen · Pan Yu-fen · Tsai Hsin-yi                                                                                         | Singapur · Hui Ying Bernice Lim · Shi Jing Daphne Tan · Ruoqi JoeyYeo                                           | [ 6 ]     |
| Drużyny sześcioosobowe | Korea Południowa · Baek Seung-ja · Han Byul · Kim Hyun-mi · Lee Na-young · Lee Yeon-ji · Ryu Seo-yeon         | Malezja · Siti Safiyah Amirah Abdul Rahman · Syaidatul Afifah Badrul Hamidi · Cheah Mei Lan · Natasha Mohamed Roslan · Sin Li Jane · Shalin Zulkifli | Chińskie Tajpej · Chang Yu-hsuan · Chou Chia-chen · Huang Chiung-yao · Pan Yu-fen · Tsai Hsin-yi · Wang Ya-ting | [ 7 ]     |
| Masters                | Mirai Ishimoto                                                                                                | Lee Yeon-ji | Lee Na-young | [ 8 ]     |

## Tabela medalowa
| Pozycja | Reprezentacja    | Złoto | Srebro | Brąz | Razem |
| ------- | ---------------- | ----- | ------ | ---- | ----- |
| 1.      | Korea Południowa | 2     | 2      | 2    | 6     |
| 2.      | Malezja          | 2     | 2      | 0    | 4     |
| 3.      | Japonia          | 2     | 0      | 0    | 2     |
| 4.      | Chińskie Tajpej  | 0     | 1      | 2    | 3     |
| 5.      | Hongkong         | 0     | 1      | 0    | 1     |
| 6.      | Singapur         | 0     | 0      | 2    | 2     |
| Razem   | Razem            | 6     | 6      | 6    | 18    |